# Robin Hathaway
Pour les articles homonymes, voir Hathaway.
Robin Hathaway, née le 12 février 1934 à Germantown, un quartier de la ville de Philadelphie, en Pennsylvanie, et morte le 16 février 2013 à Reston, dans l'État de Virginie, est une femme de lettres américaine, auteure de roman policier.

## Biographie
Elle fait des études à la Germantown Friends School (en) et obtient un baccalauréat universitaire en anglais du Smith College en 1956. Elle se marie en 1961 et vit plusieurs années à New York avec son époux.
En 1998, elle publie son premier roman, The Doctor Digs a Grave, pour lequel elle est lauréate du prix Agatha du premier roman. Ce titre inaugure la série consacrée aux enquêtes du docteur Andrew Fenimore, un médecin de famille de Philadelphie qui exerce à l'occasion ses talents de détective amateur.
Un autre série policière de Robin Hathaway a pour héros Joe Banks, un médecin newyorkais fort réputé qui, après un mauvais diagnostic, échoue dans un motel du New Jersey comme simple docteur sur appel, ce qui le met en présence d'énigmes criminelles qui tentent d'élucider.
Membre du Mystery Writers of America, Robin Hathaway meurt d'un cancer le 16 février 2013, dans la maison de sa fille à Reston, en Virgine.

## Œuvre

### Romans

#### SérieDoctor Fenimore
- The Doctor Digs a Grave (1998)
- The Doctor Makes a Dollhouse Call (2000)
- The Doctor and the Dead Man's Chest (2001)
- The Doctor Dines in Prague (2003)
- The Doctor Rocks the Boat (2006)

#### SérieDr. Jo Banks
- Scarecrow (2003)
- Satan's Pony (2004)
- Sleight of Hand (2008)

## Prix et distinctions

### Prix
- Prix Agatha 1998 du meilleur premier roman pour The Doctor Digs a Grave[1]